# Elvira Notari
Elvira Notari (ur. 10 lutego 1875 w Salerno, zm. 17 grudnia 1946 w Cava dei Tirreni) – włoska reżyserka filmowa. Autorka ponad 60 filmów fabularnych oraz setek filmów krótkometrażowych i dokumentalnych, nakręconych w latach 1906–1930. Właścicielka firmy producenckiej Dora Film (nazwa pochodzi od imienia córki Elviry Notari).

## Życiorys
Urodziła się jako Elvira Coda; jej rodzicami byli Diego Coda i Agnese Vignes. Po ukończeniu szkoły przeniosła się wraz z rodziną do Neapolu, gdzie podjęła pracę przy wyrobie kapeluszy. 25 sierpnia 1902 wyszła za Nicolę Notari, utrzymującego się z kolorowania fotografii. Elvira pomagała mu w tej pracy, a w jakiś czas później oboje zajęli się kolorowaniem filmów kinowych. Od 1906 roku rozpoczęli produkcję własnych filmów, a od 1909 roku byli właścicielami własnej firmy producenckiej Film Dora (ok. 1915 jej nazwę zmieniono na Dora Film). Siedziba firmy (zawierająca m.in. studio filmowe, szkołę aktorską oraz laboratorium, w którym montowano i kolorowano filmy) mieściła się w Neapolu na via Leonardo di Capua 15.
Notari była zaangażowana w każdy etap tworzenia filmów dla Dora Film – od szkolenia aktorów, poprzez tworzenie scenariusza i reżyserię, aż po postprodukcję. Z firmą związana była także jej rodzina – mąż był kamerzystą, a syn Edoardo od dzieciństwa pojawiał się w jej filmach jako aktor. Jej filmy kręcone były zazwyczaj poza studiem, w plenerze; część z nich była ręcznie kolorowana. Były to filmy nieme, ale towarzyszyła im muzyka lub śpiew na żywo. Ich tematyka często skupiała się na losie kobiet, osób żyjących w nędzy i zaniedbaniu; jej filmy sprzeciwiały się polityce faszyzmu, a bohaterowie posługiwali się potocznym językiem ulicy.
Produkcje Dora Film były popularne również poza granicami Włoch – pokazywano je m.in. w Argentynie, Brazylii, a także Stanach Zjednoczonych (m.in. w Nowym Jorku, Pittsburgu i Baltimore). W USA ich dystrybucją zajmował się oddział lokalny firmy – Dora Film of America, mieszczący się w Nowym Jorku. Amerykańskimi odbiorcami twórczości Notari byli przede wszystkim włoscy imigranci. W latach 20. Dora Film przyjmowała od nich zlecenia na kręcenie specjalnych filmów dokumentalnych, ukazujących ich rodzinne okolice. W drugiej połowie lat 20. Notari nakręciła około 700 tego typu spersonalizowanych dokumentów oraz jedną fabułę – film Trifono crisiano, zlecony przez imigrantów z Altavilla Irpina i poświęcony lokalnemu świętemu.
Twórczość Notari i działalność Dora Film przeżywały znaczne trudności z powodu nacisków cenzury faszystowskiej władzy. Ostatecznie filmowa działalność Notari zakończyła się wraz ze spopularyzowaniem się filmu dźwiękowego w 1930.
Przed wybuchem II wojny światowej Notari wróciła do Salerno, gdzie wraz z mężem prowadziła sklep ze sprzętem fotograficznym.

## Wybrana filmografia
Do współczesności dotrwało niewiele z filmów Elviry Notari – większość zaginęła, a ich charakter może być odtworzony jedynie na podstawie scenariuszy, reklam i recenzji.
Niektóre z jej filmów to:
- Maria Rosa di Santa Flavia (1911)
- Bufera d'anime (1911)
- A Marechiaro ce sta 'na fenesta (1913)
- Gabriele il lampionaio del porto (1919)
- Medea de Portamedina (1919)
- La maschera del vizio (1917)
- 'A Legge, A Piedigrotta, 'A mala nova (1920)
- Luciella (1921)
- 'A Santanotte (1922)